# Gamma Sextantis
Désignations
Gamma Sextantis (γ Sextantis / γ Sex) est une étoile binaire de la constellation équatoriale du Sextant, dont elle est la deuxième la plus brillante. La magnitude apparente combinée du système est de 5,05 et il est donc visible à l’œil nu bien que peu brillant. Sa parallaxe annuelle, mesurée durant la mission Hipparcos, est de 11,75 mas, ce qui correspond approximativement à une distance de ∼ 280 a.l. (∼ 85,8 pc) de la Terre.
Les deux composantes de γ Sextantis orbitent l'une autour de l'autre selon une période de 77,55 ans et avec une excentricité élevée de 0,691. Leur plan orbital est incliné de 145,1° par rapport notre ligne de visée. La composante la plus brillante du système, désignée γ Sextantis A, et dont la magnitude apparente est de 5,6, est une étoile blanche de la séquence principale de type spectral A1 V. Son compagnon, qui est désigné γ Sextantis B, est une étoile blanche de la séquence principale de type spectral A4 V et d'une magnitude apparente plus faible de 6,0. Leur spectre combiné donne un type spectral A0/1 V.
Il existe également une composante désignée γ Sextantis C, qui est une étoile de magnitude 12,28 localisée à une distance angulaire de 36,9 secondes d'arc et à un angle de position de 333°, tels que mesurés en 2000. Cette séparation était de 30,0 secondes d'arc en 1834 et s'est donc accrue depuis. Le mouvement propre de cette étoile diffère de celui de la paire γ Sextantis AB, avec des composantes μα = −29 millisecondes d'arc par an et μδ = +5 millisecondes d'arc par an, ce qui suggère que leur proximité dans le ciel n'est que fortuite. Les mesures de la parallaxe de γ Sextantis C effectuées durant la mission Gaia indiquent que l'étoile est distante de 265,435 0 ± 4,657 1 pc (∼866 al) du Soleil et elle est donc bien plus loin de nous que ne l'est la paire AB.